# Fjallabyggð
Fjallabyggð is een gemeente in het noorden van IJsland in de regio Norðurland eystra. De gemeente ontstond in juni 2006 door het samenvoegen van de gemeentes Siglufjarðarkaupstaður en Ólafsfjarðarbær. De gemeente heeft ongeveer 2.300 inwoners en een oppervlakte van 364 km². De grootste plaatsen in de gemeente zijn Siglufjörður en Ólafsfjörður.
Akureyrarkaupstaður · Norðurþing · Fjallabyggð · Dalvíkurbyggð · Eyjafjarðarsveit · Hörgársveit · Svalbarðsstrandarhreppur · Grýtubakkahreppur · Skútustaðahreppur · Tjörneshreppur · Þingeyjarsveit · Svalbarðshreppur · Langanesbyggð